# Relation économique entre la France et la Géorgie
La  relation économique entre la France et la Géorgie n’est prioritaire ni pour Tbilissi, ni pour Paris. L’économie géorgienne reste orientée vers les pays voisins (Azerbaïdjan, Russie, Turquie, Ukraine), voire vers quelques pays lointains comme la Chine ou les États-Unis, et se développe lentement avec certains pays de l’Union européenne comme l’Allemagne et la Roumanie. L’économie française est peu tournée vers les pays du Partenariat oriental de l'Union européenne. 

## Échanges commerciaux
Les échanges commerciaux entre la France et la Géorgie croissent, mais restent à un niveau faible en pourcentages du commerce extérieur de la Géorgie. Selon les années la France se situe au-delà de la dixième place parmi les partenaires de la Géorgie, voire au-delà de la vingtième place. 
Pour l'année 2017,les exportations françaises vers la Géorgie ont continué à progresser globalement, tirées par les matériels de mesures et de contrôle aérien et d’équipements frigorifiques industriels, et ralenties par les matériels de levage et de manutention, aéronefs et produits de verre creux. En finalité la France a principalement exporté des équipements mécaniques, matériels électronique et informatique (32,2 %), des produits pharmaceutiques (23,2 %) et des produits industriels et agroindustriels (17,6 %). 
Les importations françaises sont restées pratiquement stables. Les achats de boissons alcoolisés — un tiers d l'ensemble — ont augmenté de 71 % : en effet une campagne a été engagée par les autorités géorgiennes pour l'exportation de vins et spiritueux et s'est concrétisée par la présence de viticulteurs géorgiens à la Foire internationale de vin de Bordeaux; durant les 9 premiers mois de l'année 2017 61 millions de bouteilles ont été exportées dont 100 000 vers la France. Par contre les achats traditionnels de noix ont chuté de 70 % à la suite de livraisons de mauvaise qualité).
| Année        | Exportations géorgiennes totales | Exportations géorgiennes vers la France | Importations géorgiennes totales | Imporations géorgiennes venant de France |
| 1995         | 155 199 300                      | 892 400                                 | 488 696 500                      | 2 820 500                                |
| 1996         | 203 022 300                      | 75 600                                  | 751 223 600                      | 23 796 400                               |
| 1997         | 244 227 400                      | 18 400                                  | 995 320 100                      | 18 476 400                               |
| 1998         | 191 317 500                      | 6 153 800                               | 882 491 100                      | 20 939 200                               |
| 1999         | 238 005 600                      | 780 600                                 | 689 590 000                      | 19 814 600                               |
| 2000         | 323 938 300                      | 1 057 300                               | 709 509 100                      | 11 015 700                               |
| 2001         | 317 150 900                      | 353 500                                 | 752 010 900                      | 19 194 300                               |
| 2002         | 345 736 100                      | 3 030 400                               | 794 691 600                      | 15 776 800                               |
| 2003         | 461 310 000                      | 4 924 900                               | 1 139 039 200                    | 55 754 100                               |
| 2004         | 646 903 000                      | 9 555 900                               | 1 844 342 900                    | 63 230 400                               |
| 2005         | 865 455 600                      | 11 545 200                              | 2 487 548 300                    | 60 925 300                               |
| 2006         | 936 374 600                      | 12 445 200                              | 3 674 832 400                    | 68 731 800                               |
| 2007         | 1 232 110 500                    | 11 613 700                              | 5 212 150 200                    | 101 027 300                              |
| 2008         | 1 495 345 200                    | 39 910 100                              | 6 301 540 300                    | 98 479 500                               |
| 2009         | 1 133 630 200                    | 5 817 300                               | 4 475 724 500                    | 64 230 000                               |
| 2010         | 1 677 306 900                    | 10 921 900                              | 5 235 964 600                    | 73 392 800                               |
| 2011         | 2 186 421 200                    | 27 766 100                              | 7 072 259 800                    | 96 913 100                               |
| 2012         | 2 376 635 400                    | 17 156 300                              | 8 056 379 000                    | 106 388 600                              |
| 2013         | 2 910 314 500                    | 33 856 200                              | 8 022 739 000                    | 164 440 600                              |
| 2014         | 2 861 045 200                    | 26 884 600                              | 8 601 814 400                    | 130 956 400                              |
| 2015         | 2 204 685 300                    | 21 031 200                              | 7 300 293 100                    | 116 963 300                              |
| 2016         | 2 113 136 100                    | 25 005 900                              | 7 294 605 000                    | 120 069 500                              |
| 2017         | 2 735 495 400                    | 26 950 300                              | 7 939 223 800                    | 134 822 100                              |
| 2018 : 10/12 | 2 750 953 000                    | 40 247 800                              | 7 554 987 300                    | 205 330 400                              |

## Investissements français en Géorgie
L’évolution des investissements français en Géorgie reste lente depuis une vingtaine d’années, à l’exception de l’année 2016 qui a fait l’objet d’un ajustement comptable, les investissements français représentent quelques pourcentages des investissements étrangers. 
| Année | Total         | France       |
| 2001  | 109 839 800   | 17 391 700   |
| 2002  | 160 212 000   | 6 025 700    |
| 2003  | 334 649 100   | 16 448 100   |
| 2004  | 492 329 400   | 22 592 900   |
| 2005  | 452 752 300   | 14 121 900   |
| 2006  | 1 170 077 400 | 15 679 700   |
| 2007  | 1 750 242 600 | 37 484 400   |
| 2008  | 1 564 311 100 | 8 179 700    |
| 2009  | 658 895 000   | 11 958 400   |
| 2010  | 813 837 500   | - 7 820 100  |
| 2011  | 1 048 233 200 | 7 353 100    |
| 2012  | 911 285 700   | 25 863 800   |
| 2013  | 949 917 000   | 11 034 400   |
| 2014  | 1 763 041 400 | 19 121 100   |
| 2015  | 1 575 966 700 | 22 050 400   |
| 2016  | 1 583 783 600 | - 88 581 800 |

## Chambre de commerce et d’industrie France-Géorgie

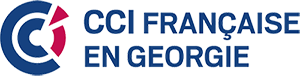
Logo de la Chambre de commerce et d'industrie franco-géorgienne (Tbilissi).

La Chambre de commerce et d'industrie France-Géorgie a été fondée en 2011, émanation du French Business Council Georgia créé en 2008 par 7 entreprises présentes à Tbilissi : Bank Republic (à l'époque filiale de la Société générale, Gilber Hié président), Saint Michel Le Sommelier (Antoine Bardon, vice-président), Georgian Wines and Spirits (filiale de Pernod Ricard, Cédric Retailleau, vice-président), Castel Sakartvelo (filiale du Castel, Jean-Paul Lanfranchi), Georgian Glasss and Mineral Water, Jacques Fleury), Georgian Properties (Jacques Benhamou), Agritechnics (Fady Asly) et le support de la Chambre de commerce et d'industrie de Géorgie (Jemal Inaishvili). Une soixantaine d'entreprises, ou organismes, sont aujourd'hui adhérentes à la CCIFG, entreprises françaises présentes sur le marché géorgien et entreprises géorgiennes ; elle organise différentes manifestations afin de développer les échanges franco-géorgiens comme l'accueil de délégation du MEDEF,,.